# 本蓮寺 (宮崎県新富町)
本蓮寺（ほんれんじ）は、宮崎県児湯郡新富町新田に所在する日蓮正宗の寺院。山号は図子山（ずしさん）。開山は妙本寺（千葉県鋸南町）11世日要。元は郷門寺院。

## 歴史
長享2年（1488年）かそれ以前に日要が学頭坊日朝を寺主として、本寺を創設。本寺は現在の本蓮寺所在地の裏山を少し登った地点にあったとされ、参道跡と称される「うさぎ道」が残っている。日要は永正11年（1514年）に死去し妙本寺で供養されているが、本蓮寺を号としていた。同寺境内には永正15年（1518年）に日要のために建立された板碑があったという。また、日我の叔父である惣光坊日円もこの本連寺を中心に活動した。妙本寺の末寺となっていたが廃仏毀釈により明治3年（1870年）に廃寺となり、伝存の史料類の多くを失ったとみられる。
1885年（明治18年）復寺願を出したが許可されず、1915年（大正4年）以降は日蓮宗新田教会（にゅうたきょうかい）として存続し、1945年（昭和20年）に設立を許可された。一方で安房妙本寺蔵「山本坊過去帳」によると、事実上は薬丸義承（？～明治45年7月17日）により1889年（明治22年）までには再建されていたと考える説もある。また、本蓮寺の所在地一面は旧道に面し、さらに一ツ瀬川を望むことから、交通要衝地に建立された寺院であることが指摘されている。
1985年（昭和60年）には創建五百年新築落慶法要が行われ、その記念として阿部日顕手植えの槇が残されている。現在、古物としては1833年（天保4年）10月2日付の銘を残す石塔1基がある。さらなる石塔類の存在も報告されているが、それらは地中に埋まっているとされる。
1957年（昭和32年）8月30日 - 日向定善寺において本末7ケ寺〔定善寺・本善寺・妙国寺・本建寺・本照寺・本蓮寺・法蔵寺〕帰一奉告法要が執行された。1977年（昭和52年）12月4日、改築された。

## 交通アクセス
- 日豊本線日向新富駅まで車で20分。
- 東九州自動車道西都インターチェンジから車で5分